# 九斿七
波江座58，又名BD-17 954，HD 30495、SAO 149888、HR 1532，是波江座的一颗恒星，视星等为5.51，位于銀經215.37，銀緯-34.81，其B1900.0坐标为赤經4h 43m 6.8s，赤緯-17° -34.81′ 3″。